# Compactación (física)
En física, compactación significa cambiar una teoría con respecto a una de sus dimensiones espacio-tiempo. En vez de tener una teoría con esta dimensión que sea infinita, una se cambia para que esta dimensión tenga una longitud finita, e incluso podría también ser periódica. 
La compactación juega un papel importante en la teoría de campos térmicos donde se compacta el tiempo, en la teoría de cuerdas donde se compactan las dimensiones extra de la teoría, y en la física del estado sólido las de 2 o 1 dimensión, donde se considera un sistema el cual está limitado en una de las tres dimensiones espaciales usuales.
En el límite donde la compactación de la dimensión se va a cero, ningún campo depende de esta dimensión extra, y la teoría se ve dimensionalmente reducida.

El espacio es compactado sobre y después de la decomposicón de Kaluza-Klein, tenemos una teoría de campos efectivos sobre M.

## Compactación en la teoría de cuerdas
En la teoría de cuerdas, la compactación es una generalización de la teoría de Kaluza-Klein. Intenta conciliar el vacío que hay entre la concepción de nuestro universo basado en sus cuatro dimensiones observables con las ecuaciones teóricas de diez, once o veintiséis dimensiones de las que se supone está hecho el universo. Para este propósito, se asume que las dimensiones extra están envueltas en su misma. o curvadas en espacios de Calabi-Yau, o en orbifolds. A los modelos en los que las direcciones compactas soportan flujos se los conoce como compactaciones de flujo. La constante de acoplamiento de la teoría de cuerdas, la cual determina la probabilidad de las cuerdas de separarse y reconectarse, puede ser descrita por un campo llamado dilatón. Esto puede describirse a su vez como el tamaño de una extra (undécima) dimensión, la cual está compactada. De este modo la teoría de cuerdas de diez dimensiones (más precisamente, teoría de cuerdas tipo IIA) puede ser descrita como la compactación de la teoría M de once dimensiones. Lo que es más, diferentes versiones de la teoría de cuerdas están relacionadas por diferentes compactaciones en un procedimiento conocido como dualidad T.
En esta teoría llamada dualidad T, podemos asemejarnos a la realidad mediante una teoría instaurada por un científico anónimo. Dicha teoría inventaba un modelo físico capaz de simplificar la compactación en la teoría de cuerdas. Se basaba en la cubitación, esto se refiere a suponer un cubo de dimensiones infinitesimales, el cual estaba sometido a compactación en todas y cada una de sus caras.
Ésta brillante teoría se tropezaba con una posible e irreal simplificación, ¿si es un cubo, por qué no anular las compactaciones de las caras paralelas?.
El científico anónimo encontró la respuesta poco después, el cubo no es exactamente simétrico, en este caso si se anularían 3 a 3 y no existiría compactación alguna. El cubo está experimentando una deformación constante e irregular, por ese motivo no se anulan. Hay una fracción de tiempo en la cual el cubo es simétrico y la compactación se anularía. Éste instante se denomina t-0. 
En el t-0 aparecen fuerzas o impulsos capaces de sustituir la compactacion en ese t-0, se denominan FSI (Fuerzas de Sustitución Instantánea). 
Se han producido formulaciones de versiones más precisas del significado de la compactación en este contexto debido a descubrimientos tales como la dualidad misteriosa.

## Compactación de flujo
Una compactación de flujo es una manera en concreto de apañarse con las dimensiones adicionales que requiere la teoría de cuerdas. Se asume que la forma de la variedad interna es una variedad de Calabi-Yau o variedad generalizada de Calabi-Yau la cual lleva valores no-cero de flujo, por ejemplo, formas diferenciales que generalizan el concepto de un campo electromagnético (véase electrodinámica de forma p). 
El concepto hipotético de paisaje antrópico en la teoría de cuerdas sigue a un gran número de posibilidades en las cuales los enteros que caracterizan los flujos pueden escogerse sin violar las reglas de la teoría de cuerdas. La compactación de flujo se describe como el vacío de la teoría F o el vacío de la teoría de cuerdas tipo IIB con o sin D-branas.